# Ilseng
Ilseng este o localitate din comuna Stange și Hamar, provincia Hedmark, Norvegia, cu o suprafață de 1,04 km² și o populație de 937 locuitori (2013).